# Gilera Saturno
De Gilera Saturno is een motorfiets die na de Tweede Wereldoorlog als wegracemotor door Gilera werd gebouwd, maar waar ook een aantal sportmodellen voor de openbare weg en een crossmotor van werd afgeleid. In 1988 kreeg een nieuwe, moderne motorfiets dezelfde naam.

## Voorgeschiedenis
In de jaren dertig begon Giuseppe Gilera te beseffen dat deelname aan wegraces veel publiciteit voor een merk kon opleveren. Privérijders wisten in nationale wegraces en lange afstandritten goed partij te geven aan de concurrentie, die vooral van Moto Guzzi kwam. In 1934 had Gilera al de overtollig geworden CNA Rondine met compressor opgekocht en die werd in de jaren tot aan de Tweede Wereldoorlog doorontwikkeld. Die machine was echter veel te duur en te gecompliceerd om in handen van privérijders te geven, en de nationale wedstrijden waren erg belangrijk. Privérijders gebruikten de Gilera VT, die in 1933 was ontworpen door Mario Mellone. De VT was nooit als racemotor verkocht, het was een sportieve toermotor die voor de wedstrijden werd gebruikt. In 1939 won Ettore Vella er de Milaan-Taranto race nog mee. 

### VTE Gran Sport
In 1939 ontwikkelde Giuseppe Salmagi vooral voor de lange afstandsraces een nieuwe 500cc motorfiets met een enkele cilinder onder de naam "VTE Gran Sport". Dit was feitelijk een VT met grotere koelribben waardoor ook de olieleidingen en de beschermbuis van de stoterstangen binnen de koelribben vielen. De machine werd in 1940 tijdens de show van Milaan officieel gepresenteerd, maar was al veel eerder leverbaar. Massimo Masserini won met een prototype de Targa Florio die werd gehouden op het Favorita parkcircuit in Palermo. Hij won ook een wedstrijd in Modena voor de Tweede Wereldoorlog uitbrak. De VTE Gran Sport haalde ongeveer 135 km/h. 

### VTE Gran Sport Speziale
Nog in hetzelfde jaar verscheen een speciale versie van de Gran Sport voor de "Formule Sport". Deze machine had al een topsnelheid van 150 km/h.

#### Motor
De motor uit 1939 was een luchtgekoelde eencilinder stoterstangenmotor met een op het oog heel groot carter. Het was een blokmotor (met ingebouwde versnellingsbak) met een wet-sump smeersysteem. Hij was voorzien van een 28,5 mm Dell'Orto carburateur en de ontsteking werd verzorgd door een magneet die vóór de cilinder tegen het carter zat. Omdat de cilinderkop met acht bouten bevestigd was kregen de VTE-modellen de bijnaam "Otto Bulloni". 

#### Aandrijving
De machine had een meervoudige droge platenkoppeling die vanaf de krukas door een korte ketting werd aangedreven. Daarachter zat een vierversnellingsbak die met een hak-teen schakeling bediend werd. De secundaire transmissie verliep via een ketting. 

#### Rijwielgedeelte
De VTE modellen hadden een open wiegframe waarin het motorblok als dragend deel diende. Aan de voorkant zat een parallellogramvork met een centrale veer en frictiedempers aan de zijkanten. Achter was een soort cantilever veersysteem aangebracht, met twee horizontale veren die op trek belast werden. Ook hier werd de demping verzorgd door frictiedempers. 

## Saturno

### Saturno Competizione/Sanremo
In de winter van 1946-1947 bouwde Gilera 13 exemplaren van een racemotor, onder de naam "Saturno Competizione". Door het verbod op het gebruik van compressoren, dat door de FICM in 1946 werd ingesteld, was de machine ineens veel belangrijker geworden. Gilera had nu immers geen andere fabrieksracer tot haar beschikking, en de Saturno moest in alle wedstrijden de kastanjes uit het vuur halen tot een nieuwe viercilinder was ontwikkeld. Maar vrijwel meteen werd de Saturno ter beschikking gesteld van privérijders. Net als bij de Norton Manx kon niet iedereen een Saturno aanschaffen. Ze waren alleen voor geselecteerde coureurs die al een bepaalde staat van dienst hadden verworven. Het debuut van de machine vond plaats met Massimo Masserini in zijn woonplaats Bergamo. Masserini haalde de finish niet (volgens sommige bronnen viel hij, volgens andere werd hij ziek). Drie weken later won Carlo Bandirola, gesteund door zijn teamgenoten Alfredo Pagani en Jader Ruggeri, in San Remo. Hierna kreeg de racer de naam "Sanremo". De machine was iets lichter dan de Competizione omdat een groot deel van het buisframe was vervangen door ruitvormige profielen. Bovendien kreeg de machine de zware duplexrem van de Rondine en een kleinere tank met uitsparingen voor de knieën. Het achterspatbord werd veel groter om ruimte te maken voor het aanbrengen van een startnummer. Nadat hij in Lugo gewonnen had, verongelukte Ruggeri tijdens de training voor de Grand Prix van Zwitserland, waarna het team zich daar terugtrok. Bij de Dutch TT en de Belgische Grand Prix werd Oscar Clamencigh resp. tweede en zesde. In 1947 werd de Grand Prix der Naties op het Fiera Campionaria stratencircuit in Milaan verreden. Hier won Arciso Artesiani nadat Moto Guzzi-coureurs Belzarotti en Lorenzetti met elkaar in botsing waren gekomen. 
Hierna werd de Gilera 500 4C het belangrijkste wapen voor Gilera, maar langzaam ging de ontwikkeling van de Saturno toch nog door. Er werden proeven genomen met een door Piero Remor bedachte torsievering, de koeling werd verbeterd en in 1951 kreeg de machine een telescoopvork. Van de Competizione en de Sanremo zijn ongeveer 170 exemplaren gebouwd. Daar zijn er nog vrij veel van over, waarschijnlijk omdat veel straatversies (Sport en Turismo) later zijn omgebouwd volgens de specificaties van de racers.

### Saturno Sport/Turismo
Vrijwel vanaf het begin werd ook een straatversie van de Saturno gebouwd. Die leverde aanmerkelijk minder vermogen, waar werd in lange-afstandsraces toch ingezet door amateurs. De machine week niet erg af van de raceversie, maar had een lagere compressieverhouding en een kleinere carburateur. Ze werd zowel als "Sport" met een zweefzadel en een broodzadel en als "Turismo" met een bagerek geleverd.

#### Motor
De Competizione, Sanremo en de Sport hadden een aluminium cilinder met een ijzeren cilinderbus en een aluminium cilinderkop met bronzen klepzittingen. In de raceversie leverde de motor ongeveer 36 pk, in de sportversie van de Saturno Sport ongeveer 25 pk. 

### Saturno Cross
In 1948 had een privérijder al een Saturno omgebouwd tot crossmotor en daarbij de liggende achterveren met frictiedempers vervangen door een normale swingarm met veer/demperelementen. In dat jaar zag ook Gilera wel wat in de Saturno als terreinmotor, want het zette een gemodificeerde Saturno Sport in bij de International Six Days Enduro in San Remo. In de jaren die volgden gingen andere constructeurs ermee aan het werk, zoals de Fransman Melioli. Die paste ook de versnellingsbak en het frame zodanig aan dat de fabriek in 1952 besloot de machine als Saturno Cross in productie te nemen. Daarmee werd het merk vier keer motorcrosskampioen van Italië en in 1954, 1955 en 1956 werd ook het Franse kampioenschap gewonnen. In dat jaar werd de productie beëindigd omdat Gilera zich meer op de Enduro ging richten en daarvoor een aangepaste tweetaktmotor gebruikte. 

### Saturno Bialbero racer
In 1952 ontwikkelde Franco Passoni een heel nieuwe cilinderkop voor de Saturno racer, met dubbele bovenliggende nokkenassen ("Bialbero"). Die werd voor het eerst in 1953 ingezet in de Manx Grand Prix door de Britse rijder Harry Voice. De resultaten waren teleurstellend: de enige overwinning van de machine was bij de onbelangrijke Grand Prix van Bordeaux door Pierre Monneret. Dat de onbekende coureur Voice de machine kon rijden was vreemd, want de Manx GP was een amateurwedstrijd. Voice had Geoff Duke, die in die tijd fabriekscoureur van Gilera was, gevraagd te bemiddelen zodat hij een Saturno voor de wedstrijd kon krijgen. Gilera stuurde daarop zelfs beide ooit gebouwde prototypen naar het eiland Man. Al vroeg in de race viel Voice uit door een olielekkage. De bedrijfsleiding van Gilera gaf in 1957, toen het stopte met alle motorraces, opdracht beide machines te vernietigen. Volgens de Italiaanse verzamelaar en kenner Brizio Pignacca heeft één machine het echter overleefd en die zou in 1988 in bezit zijn van een Zwitsers museum. 

### Saturno Bialbero 350 en Saturno Bialbero 500
Rond 1986 maakte de Japanner Tetsu Ikuzawa dure, exclusieve 500  cc modellen met een Harris frame en het eencilinderblok van Honda, dat gebruikt werd in de FT 500, de GB 500 TT Clubman, de XBR 500 en de XR 500. Japanners wilden best betalen voor exclusieve en dure Europese motorfietsen, maar daar paste het Honda-blok niet bij. Ikuzawa moest dus op zoek naar een Europees motorblok. De Rotaxmotor was niet exclusief genoeg en bovendien behoorlijk zwaar, de KTM LC4 500 kon niet in grote aantallen geproduceerd worden en de eencilinders van Weslake en Godden waren bestemd voor baansport en niet geschikt voor gebruik op de weg. Hij kwam in contact met Roberto Gallina die samenwerking zou zoeken met Gilera om het motorblok van de Gilera Dakota te gebruiken en de productie op zou starten. Gilera ging echter samenwerken met een ander Japans bedrijf, C. Itoh & Co. Itoh zou het frame ontwerpen en Gilera ging het blok leveren en de machines produceren. Het frame dat Itoh ontwierp leek erg op dat van Ikuzawa. Gilera legde het project in handen van Sandro Colombo, die in de jaren vijftig al verantwoordelijk was geweest voor het raceteam. In augustus 1987 was een prototype gereed en in maart 1988 startte de productie. Er werden twee versies gebouwd: een 350 cc model uitsluitend voor de Japanse markt en verkocht door Itoh en een 500 cc model voor de rest van de wereld, verkocht via het Gilera-netwerk. De machine was uiteraard duur, in Japan kostte een Bialbero 500 yen, wat neer kwam op 13.900 gulden. Dat was zelfs voor Europese begrippen duur, maar in Europa was de machine nog duurder. 

#### Motor
De motor van zowel de 350- als de 500 was een eencilinder kopklepmotor met dubbele bovenliggende nokkenassen en vier kleppen. De compressieverhouding van de 500 was 1:10,2 en er was een Nippondenso CDI ontsteking toegepast. Ten opzichte van de Dakota's, die pure allroads waren, werd alleen de kleptiming gewijzigd.

#### Aandrijving
Er was een meervoudige natte platenkoppeling toegepast en de 350 had vijf, de 500 zes versnellingen. De secundaire aandrijving verliep via een ketting. 

#### Rijwielgedeelte
De motorfiets had net als de "oude" Saturno-modellen een open wiegframe met het blok als dragend element. Het was eigenlijk een moderne caféracer met een enkel zadel, een laag stuur en een tophalfkuipje. Hij was voorzien van dure onderdelen: driespaaks Marvic-gietwielen, Marzocchi vering, Pirelli banden en Brembo remmen.

## Technische gegevens
| Gilera Saturno      | VTE Gran Sport                                  | VTE Gran Sport Speziale                         | Competizione/Sanremo | Sport/Turismo                                   | 600                                             | Bialbero racer                    | Cross                                           | Bialbero 350                      | Bialbero 500                      |
| ------------------- | ----------------------------------------------- | ----------------------------------------------- | --- | ----------------------------------------------- | ----------------------------------------------- | --------------------------------- | ----------------------------------------------- | --------------------------------- | --------------------------------- |
| Periode             | 1939-1940                                       | 1939-1940                                       | 1947-1957 | 1947-?                                          | 1949-1950                                       | 1952-1953                         | 1952-1956                                       | 1988-?                            | 1988-?                            |
| Categorie           | sportmotor                                      | sportmotor                                      | fabrieksracer en productieracer                                                                                                | sportmotor                                      | zijspanracer                                    | prototype fabrieksracer           | crossmotor                                      | sportmotor                        | sportmotor                        |
| Motortype           | kopklepmotor met stoterstangen met twee kleppen | kopklepmotor met stoterstangen met twee kleppen | kopklepmotor met stoterstangen met twee kleppen                                                                                | kopklepmotor met stoterstangen met twee kleppen | kopklepmotor met stoterstangen met twee kleppen | DOHC met twee kleppen             | kopklepmotor met stoterstangen met twee kleppen | DOHC met vier kleppen             | DOHC met vier kleppen             |
| Bouwwijze           | luchtgekoelde staande eencilinder               | luchtgekoelde staande eencilinder               | luchtgekoelde staande eencilinder                                                                                              | luchtgekoelde staande eencilinder               | luchtgekoelde staande eencilinder               | luchtgekoelde staande eencilinder | luchtgekoelde staande eencilinder               | watergekoelde staande eencilinder | watergekoelde staande eencilinder |
| Boring              | 84 mm                                           | 84 mm                                           | 84 mm | 84 mm                                           | 84 mm                                           | 84 mm                             | 84 mm                                           | 80 mm                             | 92 mm                             |
| Slag                | 90 mm                                           | 90 mm                                           | 90 mm | 90 mm                                           | 105 mm                                          | 90 mm                             | 90 mm                                           | 69,4 mm                           | 74 mm                             |
| Cilinderinhoud      | 498,8 cc                                        | 498,8 cc                                        | 498,8 cc | 498,8 cc                                        | 581,9 cc                                        | 498,8 cc                          | 498,8 cc                                        | 348,8 cc                          | 491,9 cc                          |
| Carburateur         | Dell'Orto 28,5 mm                               | onbekend                                        | Dell'Orto 35 mm in 1957: Dell'Orto 38 mm                                                                                       | Dell'Orto 28 mm                                 | onbekend                                        | onbekend                          | Dell'Orto 35 mm                                 | 2 x Dell'Orto 25 mm               | Dell'Orto PHF40BS                 |
| Max. Vermogen       | 24 pk bij 4.800 tpm                             | ca. 30 pk bij 5.800 tpm                         | 1947: ca. 36 pk bij 6.000 tpm begin 1951: ca. 38 pk bij 6.200 tpm eind 1951: ca. 41 pk bij 6.500 tpm 1957: 42 pk bij 6.500 tpm | 25 pk bij 5.000 tpm                             | onbekend                                        | ca. 45 pk bijn 8.000 tpm          | 38 pk bij 6.000 tpm                             | 39 pk bij 7.750 tpm               | 44 pk bij 7.000 tpm               |
| Topsnelheid         | 135 km/h                                        | 150 km/h                                        | 1947: ca. 180 km/h begin 1951: ca. 185 km/h eind 1951: ca. 200 km/h                                                            | ca. 160 km/h                                    | onbekend                                        | >200 km/h                         | onbekend                                        | onbekend                          | >180 km/h                         |
| Koppeling           | enkelvoudige droge plaat                        | enkelvoudige droge plaat                        | enkelvoudige droge plaat | enkelvoudige droge plaat                        | enkelvoudige droge plaat                        | enkelvoudige droge plaat          | enkelvoudige droge plaat                        | enkelvoudige droge plaat          | enkelvoudige droge plaat          |
| Versnellingen       | vier, voetgeschakeld                            | vier, voetgeschakeld                            | vier, voetgeschakeld | vier, voetgeschakeld                            | vier, voetgeschakeld                            | vier, voetgeschakeld              | vier, voetgeschakeld                            | vijf, voetgeschakeld              | zes, voetgeschakeld               |
| Eindaandrijving     | ketting                                         | ketting                                         | ketting | ketting                                         | ketting                                         | ketting                           | ketting                                         | ketting                           | ketting                           |
| Rijwielgedeelte     | open wiegframe met dragende motor               | open wiegframe met dragende motor               | open wiegframe met dragende motor                                                                                              | open wiegframe met dragende motor               | open wiegframe met dragende motor               | open wiegframe met dragende motor | open wiegframe met dragende motor               | open wiegframe met dragende motor | open wiegframe met dragende motor |
| Remmen              | simplex voor en achter                          | simplex voor en achter                          | simplex voor en achter vanaf 1948: duplex voor, simplex achter                                                                 | simplex voor en achter                          | duplex voor, simplex achter                     | duplex voor, simplex achter       | duplex voor, simplex achter                     | enkele schijfrem voor en achter   | enkele schijfrem voor en achter   |
| Gewicht             | 200 kg                                          | 200 kg                                          | <122 kg | ca. 150 kg                                      | onbekend                                        | onbekend                          | 125 kg                                          | 148 kg                            | 145 kg                            |
| Voorwielophanging   | Girder                                          | Girder                                          | parallellogramvork vanaf 1948: telescoopvork                                                                                   | parallellogramvork                              | parallellogramvork                              | telescoopvork                     | telescoopvork                                   | Marzocchi 38 mm telescoopvork     | Marzocchi 40 mm telescoopvork     |
| Achterwielophanging | cantilever met frictiedempers                   | cantilever met frictiedempers                   | cantilever met frictiedempers vanaf 1952: swingarm met schokdempers                                                            | cantilever met frictiedempers                   | cantilever met frictiedempers                   | swingarm met schokdempers         | swingarm met schokdempers                       | Gilera Power drive                | Gilera Power drive                |